# Disney's Port Orleans Resort French Quarter
Disney's Port Orleans Resort - French Quarter est l'une des deux parties du complexe hôtelier Disney's Port Orleans Resort à Walt Disney World Resort, un hôtel à prix modéré. Il a ouvert le 17 mai 1991 sous le nom de Disney's Port Orleans Resort mais quand en 2001 le Dixie Landings lui fut associé, cette partie est devenue French Quarter tandis que le Dixie a été renommé Disney's Port Orleans Resort Riverside.
L'hôtel, qui compte de 1 008 chambres, est situé le long de la Sassagoula River qui coule jusqu'au Lake Buena Vista. Un système de ferry dessert le Downtown Disney.

## Le thème

Ancien logo

Le thème de cet hôtel est le carnaval du Mardi-Gras de La Nouvelle-Orléans qui se déroule dans le quartier historique français de la ville (Voir le Vieux carré). C'est le quartier entier qui est évoqué ici avec des bâtiments, des rues et même des squares. Le tout aboutit sur les rives de la Sassagoula River.

## Les bâtiments
L'hôtel compte sept bâtiments de chambres et un bâtiment principal à l'entrée avec un hall qui se poursuit par une rue. Au bout de la rue qui sépare l'hôtel en deux quartiers, se trouve l'embarcadère du ferry mais, juste avant, l'espace du Doublon Lagoon offre ses activités ludiques dont une piscine.
Le bâtiment principal situé à l'entrée de l'hôtel s'organise en deux ailes séparées par une rue :
- l'aile nord est appelée The Mint, elle héberge plusieurs restaurants et bars.
- l'aile sud est appelée Port Orleans Square, elle héberge la réception, la boutique et divers services.

Le quartier sud compte trois bâtiments tandis que le quartier nord en compte quatre. Ils sont simplement numérotés de 1 à 7 en partant du plus au sud. Chaque bâtiment de chambres compte trois étages (reliés par des ascenseurs à l'intérieur) et est une juxtaposition de trois "maisons" identiques mais de couleurs totalement différentes. Ainsi les couleurs crème, rose, bleu, mauve, jaune et rouge sont utilisées. Les façades des maisons arborent des balcons en ferronnerie et des jardinières fleuries mais elles aussi de forme et couleurs différentes.
La disposition des maisons forme de nombreuses places et cours qui sont plantées d'arbres ou engazonnées, les rues étant toutes bordées d'arbres de chaque côté.

## Les services de l'hôtel

### Les chambres
Les chambres sont légèrement plus petites que celles des autres hôtels à prix modérés mais la qualité du décor justifie selon Disney cette différence. Elles sont décorées de riches motifs aux couleurs du carnaval de Mardi Gras. Elles contiennent toutes deux lits pour accueillir au maximum 4 personnes. La salle de bains est de taille normale avec sèche-cheveux et miroirs de maquillage ainsi qu'un fer et une table à repasser. La chambre contient aussi une machine à café et un réfrigérateur intégré sans supplément de prix. Un service de livraison de repas ou de pizzas est disponible dans l'hôtel.
Les prix en 2005, d'après le site officiel, pour une nuit débutent à partir de
- 148 $ pour les chambres avec vue sur la piscine ou la rivière
- 133 $ pour les chambres avec vue normale

### Les restaurants et bars
Ils sont principalement situés à l'entrée de l'hôtel dans The Mint, l'aile nord du bâtiment principal.
- Sassagoula Floatworks and Food Factory Food Court est un gros entrepôt converti en salle de repas commune dans laquelle on fête le carnaval tous les jours. Ce restaurant propose des pizzas, des pâtes, des hamburgers, du poulet rôti à la broche, du porc au barbecue, des spécialités cadiennes et créole, ainsi que des grands sandwichs. En dessert on trouve aussi des glaces.
- Scat Cat's Club est un bar de jazz servant boissons et repas légers, avec des musiciens sur place certains soirs.
- Mardi Grogs est le bar de la piscine du Doublon Lagoon

Un établissement semble avoir fermé depuis 2002 à la suite de la jonction des deux hôtels. Il était situé dans The Mint :
- Bonfamille's Cafe d'après le nom d'un personnage du film Les Aristochats, qui dans un décor rappelant le film proposait des viandes, poissons et autres plats de la cuisine créole.

### La boutique
Jackson Square Gifts & Desires est située dans Port Orleans Square. Elle propose des souvenirs Disney et des articles aux couleurs de l'hôtel.

### Les activités possibles
Disney essaye aussi de favoriser l'utilisation des activités du Disney's Port Orleans Resort Riverside situé juste à côté.
- Doublon Lagoon est un mini-parc aquatique construit comme s'il était entouré d'un serpent de mer chevauché par Neptune. La tête du serpent et surtout sa langue sert de toboggan. Un alligator sert de douche tandis qu'une coquille de clam entouré du reste de la bande de sauriens fait office de fontaine à l'entrée. Un bain bouillonnant est situé juste à droite de l'entrée. La rivière s'étale juste derrière le bassin de la piscine.
- Le South Quarter Games est une salle de jeux vidéo située dans Port Orleans Square
- Entre le bâtiment principal de l'entrée et le Doublon Lagoon une aire de jeu pour les enfants permet aux plus jeunes de s'amuser.
- La marina est située le long de la rivière et permet de louer des embarcations.
- Des vélos sont en location près de la marina.